# Somebody to Love (canção de Queen)
"Somebody to Love" é um single da banda britânica de rock Queen, lançado em novembro de 1976. Escrita por Freddie Mercury, a faixa faz parte do álbum A Day at the Races, distribuído no mesmo ano.
A música é uma espécie de continuação de "Bohemian Rhapsody", porém com outras peculiaridades, por conter forte influência do gospel. Para os vocais de apoio, além de Freddie, houve contribuições de Brian May e Roger Taylor. John Deacon, assim como em todas as outras faixas do Queen, não participou dos vocais. Alcançou o segundo lugar nas paradas do Reino Unido e a décima terceira nos EUA.

## Ficha técnica
Banda
- Brian May - vocais de apoio, guitarra
- John Deacon - baixo
- Freddie Mercury - vocais, piano e composição
- Roger Taylor - bateria e vocais de apoio